# Pieter de Hoochbrug
De Pieter de Hoochbrug is een dubbele basculebrug uit 1932 in het stadsdeel Delfshaven in de Nederlandse gemeente Rotterdam. Het is een brug over de in 1922 gegraven Coolhaven, de verbinding tussen de Nieuwe Maas en de Delfshavense Schie. De brug bevindt zich in het verlengde van de Pieter de Hoochweg.
De brug is vernoemd naar de Rotterdamse kunstschilder Pieter de Hooch.
Naast de brug bevindt zich het metrostation Coolhaven. Aan de kant van het metrostation bevindt zich sinds 3 april 2008 onder de brug het OorlogsVerzetsMuseum.
In 2004 is de brug gerenoveerd. In die tijd was de brug ook voor voetgangers afgesloten. Tijdens die afsluiting voer op werkdagen een veerpont tussen het metrostation en de kade aan de zuidzijde. Bij de renovatie zijn de slagbomen aan de noordelijke zijde van de brug op het brugdek van de noordelijke basculebrug geplaatst. Alleen de zuidelijke basculebrug wordt nog geopend.
Op het noordelijk landhoofd van de brug staat oostelijk van het talud sinds 2009 het beeld De Schaduw van Onno Poiesz. 